# Universidade Witten/Herdecke
A Universität Witten/Herdecke (UWH) é hoje, a única universidade não-federal na Alemanha.
Ela se localiza na cidade de Witten no estado da Renânia do Norte-Vestfália (Nordrhein-Westfalen). 
Ela foi fundada em maio de 1983 com ajuda de um gruppo de pessoas não tao desimportantes como:
- Alfred Herrhausen, chefe do Deutsche Bank
- Gerd Bucerius, fundador do jornal Die Zeit
- Reinhard Mohn, fundador e dono da firma Bertelsmann AG
- Berthold Beitz, chefe da fundação Alfried Krupp von Bohlen und Halbach-Stiftung
- Johannes Rau, Presidente da Alemanha e naquela época ministro da área de pesquisas do estado da Renânia do Norte-Vestfália.

## Profil da Universidade Witten/Herdecke
A Universidade Witten/Herdecke possui seis cursos de graduação:
- Medicina
- Economia
- Odontologia
- Bioquímica
- Enfermagen
- Filosofia e cultura

Todos os cursos de graduação tem dentro dele como curso obrigatório a faculdade fundamental (Studium Fundamentale), que ocorre uma vez por semana todas as quintas-feiras na faculdade. Aonde os universitários escolhem pessoalmente os cursos que desejam realizar durante o semestre. Interessante na faculdade fundamental é a oportunidade de visitar cursos independente da área de  graduação para a amplitude dos conhecimentos gerais. 
A Universidade Witten/Herdecke é a maior Universidade privada na Alemanha. Nos últimos anos a universidade alcancou várias vezes lugares de destaque nos rankings universitários dentro da Alemanha para os cursos de graduação de Medicina, Economia, e Odontologia.
Ela tem 420 Funcionários,120 Docentes para 1.112 estudantes de graduação. 
Para os estudantes da Universidade Witten/Herdecke a faculdade se destaca por diferentes fatores:
- Um exelente acompanhamento por docentes (em relação docentes/estudantes 1:3)
- Várias oportunidades de praticar, com estágios, desde o primeiro semestre. (ex. Firmas mentoras para os estudantes de Economia, estágios em consultórios médicos e diversos hospitais para os estudantes de medicina).
- A faculdade fundamental para os estudantes de todas os cursos, com aulas qualitativas nos temas filosofia, cultura, arte, politica, história.

## Ingresso na Universidade Witten/Herdecke
As vagas para estudantes são limitadas e concorridas. Os estudantes são escolhidos pela Universidade, em um concurso com várias etapas. O concurso se caracteriza em analisar os candidatos individualmente como pessoa. Por semestre são aceitos 42 novos estudantes para medicina. Para economia são aceitos 40 estudantes novos por ano. Para a faculdade de Bioquímica são aceitos 5 estudantes novos por ano. O número de candidatos a estudades para as faculdades varia de ano-a-ano, porém se mantém sempre alto. 
Para se candidadar a uma vaga na Universidade Witten/Herdecke precisa-se ter feito a prova Abitur, ou seja o vestibular alemão. Para as faculdades de Medicina e Economia se pede também o TOEFEL-test, uma prova de conhecimentos na língua inglesa.

## A História
A ideia de criar uma universidade alternativa as universidades federais, tiveram alguns docentes, no fim dos anos 70. Naquela época eles viram o desenvolvimento das universidades federais estagnado. Eles estavam também insatisfeitos com a qualidade dos conteúdos dados nas aulas das universidades. Entre esses docentes estavam o PD Dr. Gerhard Kienle e o  Dr. Konrad Schily

## Links
- Universität Witten/Herdecke, Pagina official